# گلمزار
گلمزار، روستایی است از توابع بخش دشت‌سر شهرستان آمل در استان مازندران ایران.

این روستا از یک سمت به روستای سرخکلا و از سویی به روستای چنگمیان نیز ارتباط دارد.

## جمعیت
این روستا در دهستان دشت‌سر شرقی قرار دارد و براساس سرشماری مرکز آمار ایران در سال ۱۳۸۵، جمعیت آن ۸۹ نفر (۲۱خانوار) بوده‌است.